# デス (グラディウス)
デス(DES)は、コナミのシューティングゲーム『沙羅曼蛇』を初めとした『グラディウス』シリーズに登場する架空の兵器。バクテリアン軍の宇宙空母あるいは宇宙戦艦である。
名前の綴りは死を意味する「DEATH」ではなく「DES」。但し「グラディウス外伝　パーフェクトガイド(発行：コナミ、1997年）」のデスダブルの解説ページのみ「DEATH DOUBLE」と表記されている。
当項目では派生キャラであるガウについても述べる。

## 概要
グラディウスシリーズ二作目『沙羅曼蛇』（AC版、PCE版）ステージ5のボスキャラクターとして初登場後、以降のシリーズではビッグコア、テトランと並ぶボスオンパレードにおける常連キャラとなる。シリーズを追う毎にビッグコアと同じくMk-II、Mk-IIIとバージョンアップするが、外見は殆ど変わらない。
外見は円筒形で、機首には開閉式のハッチと艦首に2門の小型のイオンレーザー砲（『グラディウスV』まで使用されることはなかった）、後部には2つのエンジン、アンテナと小さな翼が付いており、全体的に無骨なデザインである。ビッグコア等と異なりコアを防御する遮蔽板が無い。弱点はコアであり、Mk-II以降はハッチから破壊しなければコアに攻撃できない。

## バリエーション

### 空母デス
グラディウスシリーズ二作目『沙羅曼蛇』（AC版、PCE版）ステージ5のボスとして、自機の後方（画面では左）から登場する。
攻撃方法は、先端部のハッチから艦載機を1機ずつ発進させる。その艦載機は破壊可能な誘導ミサイルを1発撃ってくる。さらにハッチの破壊をしない場合、画面の端で反射するブルーボールを1個ずつ射出してくる。また、通常弾も自機狙い（座標によっては死角になる場合もある）に放つ。デスの破壊に手間取ると、画面上はブルーボールだらけになり、回避が困難になる。高周期になると、ブルーボールと通常弾の発射量が大幅に増加する。
『ライフフォース』のステージ5のボス「ガウ」もこれと同じ攻撃方法である。
なお、コアはある程度攻撃しないと開かない。ハッチは破壊可能。
PCE版
PCE版でのデスは、攻撃方法と挙動が異なる。
最初にブルーボールを自機狙いに3発放射状に放ち、破壊可能な誘導ミサイルを3発放射状に撃った後、ハッチから艦載機を1機発進させる。ブルーボールは反射しないで画面外に消えていくようになっており、AC版に比べて倒しやすくなっている。パワーアップしたり高周期になると、ブルーボールとミサイルの発射数が増え、それぞれ最大9発まで増加。艦載機も2機ずつ発進するようになる。
自機をデスの真上または真下の位置に動かすと、急速に動いて押し潰そうとしてくる。
その他、登場してすぐにコアを開く、コアは攻撃を受けると赤く点滅する、ハッチは破壊できない、といった挙動の違いがある。

### デスMk-II
『グラディウスII』（AC版、PCE版）ステージ4のボスとして登場。艦載機の収納庫を超大型のイオンレーザー砲へ換装し、主砲に蓋をする開閉式ハッチの内部にミサイルランチャーが装備されている。コアを攻撃するにはまず前部のハッチから破壊しなければならない。最初はミサイルを5発同時に発射して攻撃してくる。ミサイルは破壊不可で、追尾機能が付いているが低性能である。ハッチを破壊すると主砲である極太イオンレーザーを撃ってくるが、砲の前には完全状態のバリアーも無力である。製作者曰く、元々登場させるつもりは無かったが、制作期間に余裕が無かったので出したとのこと。
『グラディウスIII』（AC版）ステージ10のボスオンパレード(5番手)で再登場するが、こちらの機体はミサイルの追尾機能が強化されている。逆にSFC版ステージ8のボスオンパレード(1番手)に登場する機体は無誘導ミサイルになっている。
『グラディウス外伝』ステージ2ではイオンレーザー砲の機能が生きてる残骸（スクラップデス）が登場上ルート、下ルートそれぞれ一つだけ登場、破壊可能。さらに同作品のボスラッシュではデスダブルとなってパワーアップしている。

### デスMk-III
『グラディウスV』ステージ2中ボスの一番手として登場。外見はMk-IIから殆ど変化が無いが、艦首に小型のイオンレーザー砲2門、艦尾に追尾レーザー砲2門と通常弾を大量に発射する対空砲が追加されており、攻撃方法が多彩になっている。
最初はハッチから破壊可能な無誘導ミサイルを5発同時に撃ったり、こちらも破壊できる追尾ミサイルを1発ずつ連射したりするが、ハッチを破壊すると極太レーザー砲のみを撃ったり、通常レーザー砲を連射したり、通常弾をばら撒きながら追尾レーザー撃ち、時間が経つと追尾レーザーと極太レーザー砲を同時に撃ってくる。制限時間を越えると自爆はせず、コアを閉じて逃げる。

### デスダブル
『グラディウス外伝』ステージ8（ボスオンパレード) 2番手として登場する、デス2隻とパラサイトコア1隻で構成されたユニット。最初はパラサイトコアの触手でデス2隻が上下にくっつき、パラサイトコアの電撃攻撃と共に極太レーザー砲を撃つが、パラサイトコアを先に破壊するとそれぞれ単機で動き出す。なお、攻撃方法がハッチを破壊される前に極太レーザーを撃ち、ハッチを破壊されると追尾ミサイルを発射するという、Mk-II、Mk-IIIとは逆のパターンになっている。
パラサイトコアを破壊する前にデスを二隻とも沈めると、触手の先端からレーザーを放ってくる。

### セデューサ
MSX版『沙羅曼蛇』ではこの名称である。「OPERATION THREE
-SET THE LEEK SYSTEM-PLANET LAVINIA」のボスとして登場。デザインがAC版と異なる。艦載機を1機ずつ発進させて攻撃する。

### オトメディウスにおけるデス
ゲーム上の表記は単に「デス」だが、この項では便宜上このタイトルで表記する。デスはバーサスミッションのみに登場するが、デザインはオリジナルを踏襲しているもののいわゆる痛車のように女性ボスキャラクターのラッピングがしてあり、一部では『痛デス』と呼ばれることもある。ラッピングは見た目が変化するだけではなく、ラッピングされているキャラクターによって攻撃パターンが変化する。ハッチ破壊後はゴーファー姉妹を除き攻撃パターンは共通で、艦載機に換わりイオンレーザー砲二門となる。下記はハッチ破壊前の攻撃パターン、名称はラッピングされたキャラクター名。
イレーネ
パターンはAC版沙羅曼蛇を基にしており、コアからは画面を反射する黒い玉が、ハッチからは破壊すると8方向へ打ち返す艦載機が射出される。この内艦載機は自機に向かってくるが、方向転換の度に一瞬静止する。
ティティ14世
イレーネと同じくAC版沙羅曼蛇を基にしているが、艦首から発進する艦載機がベルベルムタイプに代わっている。ベルベルムは高速で直進するだけだが、弾をばら撒き、また撃ち返し弾も多い。
イライザ
コアからはイレーネ、ティティと同じく黒い玉が発射されるが、玉は画面を反射しない。その代わり放射状に5発同時に発射される。PCE版沙羅曼蛇のデスが元になっている。
ゴーファー姉妹
艦首からは高速追尾ミサイルが5発同時に発射される。ミサイルは破壊可能だが、耐久力が高い。コアから画面を反射する黒いボールが発射される他、本体から誘導レーザーが照射される。この艦のみハッチを破壊すると、艦首の2門のイオンレーザー砲と極太イオンレーザー砲に切り替わる。パターンは『グラディウスII』に登場するデスMK-IIが基になっている。

## 近種
攻撃方法は異なるが、外観が類似しているキャラを記述する。
エニグマ
MSX版『沙羅曼蛇』の「OPERATION THREE　- SET THE LEEK SYSTEM - PLANET KIERKE」に登場するボス。デスを縦にいくつも繋げたような壁を形成しており、その後方（画面右）には剥き出しにした赤色のコアを持った本体がある。
攻撃方法は壁の部分が一定間隔で上方向、下方向に動きを変えながら通常弾を発射。ある程度時間が経つと（画面左に）突進してくる。壁にはそれぞれ黄色や緑色などのコアをいくつも持っており、それぞれ遮蔽板12枚で防御しているが、1つだけ破壊不能の装甲で完全に防御している赤いコアがある。遮蔽板を持ったコアのどれか1つを撃破すると装甲が消滅して遮蔽板が現れ、赤いコアを攻撃できるようになる。これを破壊することで壁に穴が開き、本体のコアに攻撃が届くようになる。装甲を消すためのコアがどれかに当たるかはランダムで、ステージ中に『炎の予言』というヒントとして隠されている。
『グラディウス リバース』ステージ5の中ボスとして、エニグマと酷似した敵（名称不明）が登場する。攻撃方法もまったく同じであるが、動きが素早くなっており、壁の部分が上下方向に無限スクロールする。中間要塞（壁ボス）として位置づけられている。
ストライカー
ゲームボーイ版『ネメシス』のモアイステージに登場するボス。外観はカジキの頭部に酷似しており、後部は巨大なスラスターで構成されている。コアはデスと同じく外部に露出しており、そこから5方向に弾を三度発射した後自機に縦軸を合わせ突撃してくる。

## ガウ
ガウ(GAW)は、コナミのシューティングゲーム『ライフフォース』を初めとした『グラディウス』シリーズに登場する架空の生命体。バクテリアン軍の生体兵器である。

### 概要
デザインはデスをモチーフにしているが、コアに相当する眼球があり、またハッチに相当する箇所が牙を生やした口となっており、その腔内に内容物を吐き出す管が見える。また前部左右（上下）に半透明な組織があり、『II』以降はそこからレーザーを照射してくる。本体後部には脳細胞らしきものが見え、そこから神経伝達機関と思しき触手（鞭毛？）が全身へと伸びている。全体的にデフォルメされているとはいえ、単眼症の胎児の頭部をモチーフにしたようなグロテスクな外見である。
『沙羅曼蛇』の仕様変更作品である『ライフフォース』が初出。同ゲームはキャラクターのグラフィックを変更したものであるため、ガウも『沙羅曼蛇』ステージ5ボスであるデスのグラフィックを変更したものである。なお、開発版は現在のものとデザインが異なっていた。
続編の『II』ステージ7ボスオンパレードステージにおいて再登場の際、新規にアルゴリズムが構築されたことで独立したキャラクターとなる。しかし、ボスキャラクターとして登場するのは『II』までで、『外伝』、『V』では中型雑魚として登場する。

### 登場作品
ライフフォース
ステージ5のボス。詳細は上記を参照。
グラディウスII
ボスオンパレードステージの4番手。第一形態は上下のレーザーと、前部の腔内の管から破壊可能な眼球を射出してくる。腔内の管を破壊すると第二形態に移行し、高速で上下しつつレーザーを乱射してくる。なおAC版とPS（PSP）版ではパターンが若干異なる。FC版には登場しない。
グラディウス外伝
ステージ5の前衛で三体出現。アルゴリズムは『II』を踏襲しているが攻撃力、耐久力共に弱体化している。また眼球ではなく人魂状の弾を撃ってくる。
グラディウスV
ステージ4の前衛で登場。スピード、耐久力共に『外伝』を上回る。前衛の最後に大挙して突撃を仕掛けてくる。